# 道の駅やまがた蔵王
道の駅やまがた蔵王（みちのえき やまがたざおう）は、山形県山形市にある国道13号の道の駅である。

## 概要
山形県23番目の道の駅で、山形市としては初の道の駅となる。
一体型の道の駅でDBO方式で、隣接地で商業施設ぐっと山形を運営している山形県観光物産会館を代表企業とする地元企業の事業者グループが特別目的会社「株式会社表蔵王ベルタウン」を設立して
整備を進め、連携して運営するように設計した。計画中は仮称道の駅蔵王（みちのえき ざおう）として事業が進められた。

## 歴史
- 2017年（平成29年）5月 - 道の駅蔵王（仮称）基本構想策定[6]
- 2019年（令和元年）8月 - 道路との一体整備のため道路管理者の国土交通省と協定を締結[6]
- 2021年（令和3年）
  - 6月 - 造成工事開始[6]。
  - 7月 - 整備運用事業者決定、8月に基本協定締結、特別目的会社設立[6]。
- 2022年（令和4年）6月20日 - 仮称名を道の駅やまがた蔵王に変更[6]。
- 2023年（令和5年）
  - 8月4日 - 国土交通省より道の駅第59回登録において、「道の駅やまがた蔵王」として登録[1]。
  - 12月1日 - プレオープン[2]。
  - 12月3日 - グランドオープン[1][2][3][7]。

## 施設
- 駐車場 367台
- トイレ 83器
- 情報提供・休憩施設
- 観光案内所
- ベビーコーナー
- 備蓄倉庫
- 非常用電源
- 貯水槽
- マンホールトイレ
- 公衆電話
- 公衆無線LAN
- 物販施設
- 飲食施設
- 多目的ホール
- 更衣室
- 交通結節点機能
道の駅を待合所とするバス停留所があり、パーク・アンド・ライド用の駐車場・駐輪場が確保されている。
  - 仙台 - 上山線 仙台行き (山交バス・宮城交通 共同運行）
  - 山形 - 東京線  東京駅八重洲通り行き（東北急行バス「レインボー号」）
  - 高松葉山温泉行き、山形市役所前・千歳公園待合所行き
  - 蔵王刈田山頂行き（夏季のみ）
- 芋煮広場
- イベント広場
- 車中泊施設
- シェアサイクル
- サイクルラック
- EV充電施設

## アクセス
- 国道13号 - 登録路線

## 周辺
- E13 東北中央自動車道 13 山形上山IC
- 山形県道21号蔵王公園線
- 須川
- リナワールド
- 蔵王カントリークラブ
- シベールファクトリーメゾン
- 黒沢温泉
- 蔵王みはらしの丘
- コストコかみのやま倉庫店
- 宮城県道・山形県道12号白石上山線 蔵王エコーライン